# Khách sạn Raffles
Khách sạn Raffles Singapore

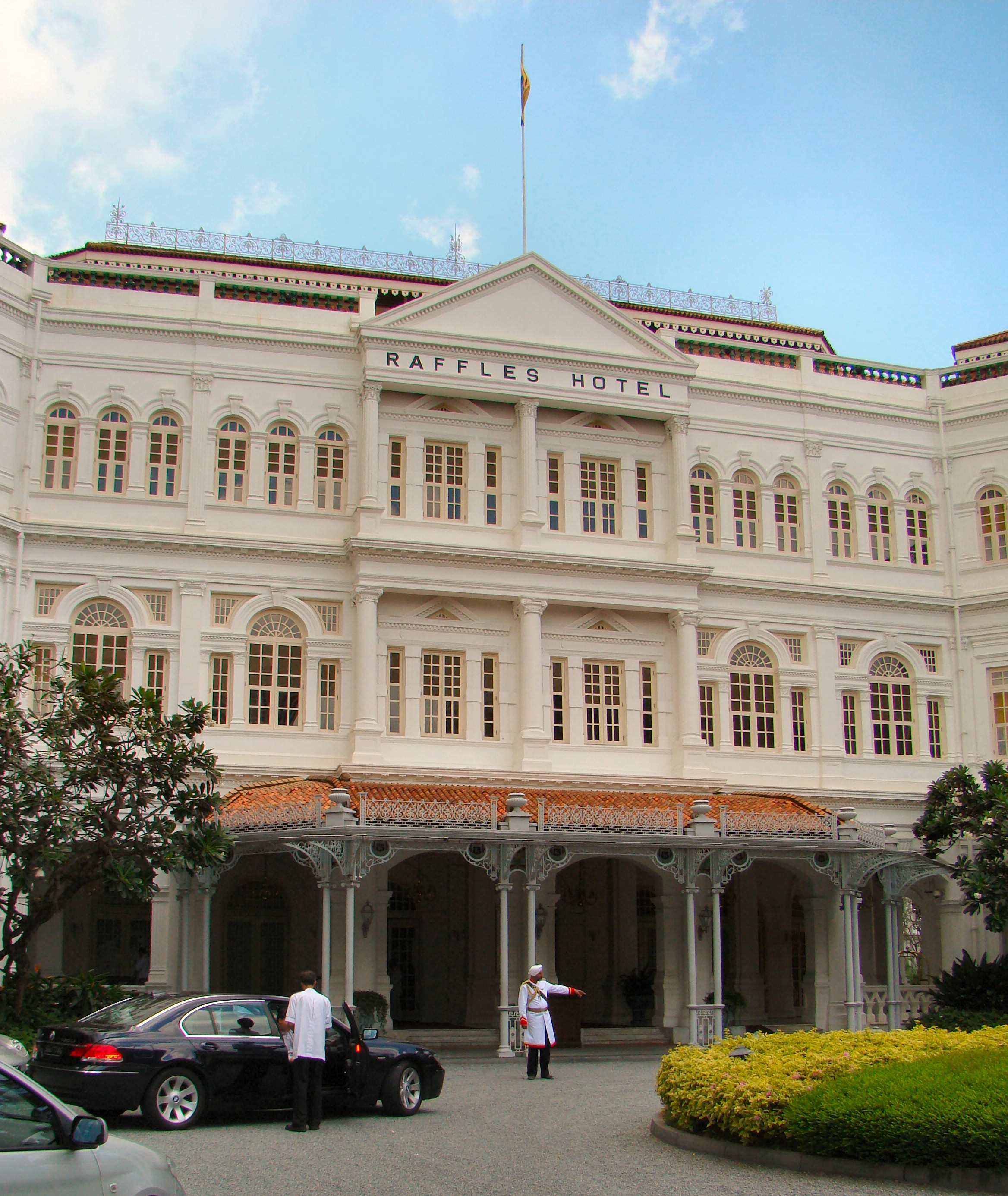

Kể từ năm 1887, Khách sạn Raffles là một trong những khách sạn còn lưu lại từ thế kỷ thứ 19 trên thế giới. Khách sạn Raffles được chính phủ Singapore công nhận là một công trình kỷ niệm của quốc gia vào năm 1987, đồng thời được quốc tế công nhận như một thiên đường của du lịch với sự pha trộn độc đáo giữa kiến trúc cổ điển và sự thiết lập của vườn nhiệt đới.
Năm 1989, khách sạn Raffles đã đóng cửa trong hai năm rưỡi để phục hồi hoàn toàn. Công trình được phục hồi rất cẩn thận và cam kết thực hiện với chi phí 160,000,000 đô la Singapore do khách sạn Raffles (1886) chi trả. Thiết kế của Raffles năm 1915 được chọn là kiến trúc chuẩn để khôi phục lại hình ảnh hoàng kim đầu tiên của khách sạn.
Mở cửa trở lại vào ngày 16 tháng 9 năm 1991, sau khi phục hồi khách sạn Raffles có 103 phòng, các phòng được thiết kế với sàn gỗ, trần mười bốn feet, quạt trần với phong cách châu Âu sang trọng, máy điều hòa trung tâm và tất cả các tiện nghi khác dự kiến của một khách sạn hạng sang. Những vật dụng trang trí nột thất trong suốt phản ánh phong cách và không khí của thời kỳ hoàng kim của khách sạn.
Hơn bốn trăm các vật dụng trang trí nội thất hiện đã được phục hồi và tái sử dụng ở Raffles. Tất cả các vật dụng trước đây được trưng bày khắp khách sạn nhằm giữ nét truyền thống của Raffles trước đây.